# Benzoato de sódio
Benzoato de sódio é o sal de sódio do ácido benzoico, de fórmula química C6H5CO2Na.

## Características Físicas
Pó branco, granuloso ou cristalino, inodoro ou com fraco odor balsâmico, sabor adocicado e levemente adstringente.

## Características Químicas
Solução aquosa e neutra ou fracamente alcalina.

## Aplicabilidade
É um conservante bactericida e fungicida, de número E E211, ou INS211, utilizado na indústria alimentícia. Efetivo apenas em meio ácido (pH<3.6)
Em combinação com o ácido ascórbico (Vitamina C), ele forma o benzeno, que é cancerígeno e portanto este fenómeno causou preocupação.
Em maio de 2007, um pesquisador da Universidade de Sheffield, na Inglaterra, divulgou artigo indicando que o benzoato de sódio causa danos ao DNA mitocondrial em células de fermento . O conservante, considerado seguro pela Organização Mundial de Saúde desde 2000 e utilizado em diversos refrigerantes, deverá ser submetido a investigação por autoridades britânicas.